# Алтайський край
Алтайський край (неофіційно: Алтай) — суб'єкт Російської Федерації. Входить в Сибірський федеральний округ, є частиною Західно-Сибірського економічного району. Утворений 28 вересня 1937 року. Адміністративний центр — місто Барнаул.
Межує з Республікою Алтай, Новосибірською, Кемеровською областями Росії, Павлодарською і Східноказахстанською областями Республіки Казахстан.

## Фізико-географічна характеристика

### Географічне положення
Алтайський край розташований на південному сході Західного Сибіру між 50 і 55 градусами північної широти і 77 та 87 градусами східної довготи. Протяжність території із заходу на схід близько 600 км, з півночі на південь близько 400 км. Відстань від Барнаула до Москви по прямій близько 2940 км, автомобільними дорогами близько 3600 км
Межує на півдні та заході з Східноказахстанською і Павлодарською областями Казахстану, на півночі і північному сході з Новосибірською і Кемеровською областями, на південному сході — з Республікою Алтай.

### Часовий пояс
До 27 березня 2016 року перебував в Омській часовій зоні (MSK+3; UTC+6), після чого регіон згідно з поправками до федерального закону «Про обчислення часу» перейшов на Красноярський час (MSK+4; UTC+7). В цьому часовому поясі край перебував також до 28 травня 1995 року.

### Рельєф
Територія краю належить до двох географічних областей: Західно-Сибірської рівнини і Алтаю — Саян. Гірська частина охоплює рівнину зі східної та південної сторін — Салаїрське пасмо і передгір'я Алтаю. Західна і центральна частини переважно рівнинного характеру: Приобське плато, Бійско-Чумиська височина, Кулундинська рівнина. У краї присутні майже всі природні зони Росії: степ і лісостеп, тайга і гори. Рівнинна частина краю включає степову і лісостепову природні зони, з стрічковими борами, розвиненою балково-яровою мережею, озерами і перелісками.

### Клімат
Клімат істотно неоднорідний, що обумовлено різноманіттям географічних умов. Передгірська і приобська частини краю мають помірний клімат, перехідний до різко континентального, який формується в результаті частої зміни повітряних мас, що надходять з Атлантики, Арктики, Східного Сибіру і Середньої Азії. Абсолютна річна амплітуда температури повітря досягає 90-95 °C. Середньорічні температури — позитивні, від +0,5 до +2,1 °С. Середні максимальні температури липня +26...+28 °C, екстремальні досягають +40...+42 °C. Середні мінімальні температури січня -20... -24 °C абсолютний зимовий мінімум -50... -55 °C. Безморозний період триває близько 120 днів. Найбільш суха і спекотна західна рівнинна частина. Тут клімат місцями різко континентальний. На схід і південний схід відбувається збільшення опадів від 230 мм до 600-700 мм на рік. Середньорічна температура підвищується до південного заходу краю. Завдяки наявності гірського бар'єра на південному сході регіону панівний західно-східний перенос повітряних мас набуває південно-західний напрямок. У літні місяці часті північні вітри. У 20-45 % випадків швидкість вітрів південно-західного і західного напрямків перевищує 6 м/с. У степових районах краю з посиленням вітру пов'язано виникнення суховіїв. У зимові місяці в періоди з активною циклонічною діяльністю в краї повсюдно відзначаються хуртовини, повторюваність яких 30-50 днів у році.
Найбільш м'яким кліматом характеризуються Алтайський і Смоленський райони, а найбільш різким — Кулундинський і Ключевський райони. Найбільші температури повітря в літній період спостерігаються в Угловському та Михайлівському районах, найменші в зимовий період — в Ельцовському, Залесовському, Заринському. Найбільша кількість опадів випадає в Красногорському, Алтайському і Солонешенському районах, найменша — в Угловському районі і західній частині Рубцовського району. Найбільша середньорічна швидкість вітру спостерігається в Благовіщенському районі, найменша — в Бійському.
Сніговий покрив з'являється в середньому у другій декаді листопада, зникає в першій декаді квітня. Висота снігового покриву складає в середньому 40-60 см, в західних районах зменшується до 20-30 см. Глибина промерзання ґрунту 50-80 см, на оголених від снігу степових ділянках можливе промерзання на глибину 2-2,5 м.

### Гідрографія
Водні ресурси Алтайського краю представлені поверхневими і підземними водами. Найбільші ріки (з поміж 17 тисяч): Об, Бія, Катунь, Чумиш, Алей і Чариш. З 13 тисяч озер найбільше: Кулундинське озеро, його площа 728 км². Головна водна артерія краю: ріка Обь довжиною в межах краю 493 км, утворюється від злиття річок Бії і Катуні. Басейн Обі займає 70 % території краю.

### Рослинний і тваринний світ
Різноманіття зональних і інтразональних ландшафтів Алтайського краю сприяє видовоій різноманітності тваринного світу. У фауні налічується 89 видів ссавців з 6 загонів і 22 родин, більше 320 видів птахів з 19 загонів, 9 видів плазунів, 7 видів земноводних, 1 вид круглоротих і 33 види риб.
Тут росте близько 2000 видів вищих судинних рослин, що становить дві третини видового різноманіття Західної Сибіру. Серед них, представники ендемічних та реліктових видів. До особливо цінних відносяться: золотий корінь (родіола рожева), маралів корінь (рапонтикум сафлоровидний), червоний корінь (скнара забутий), мар'їн корінь (півонія), солодка уральська, материнка, звіробій, оман високий та інші.
Лісовий фонд займає 26 % площі краю.

### Корисні копалини
Включають поліметали, кухонну сіль, соду, буре вугілля, нікель, кобальт, залізну руду і дорогоцінні метали. Алтай відомий унікальними родовищами яшми, порфірів, мармурів, гранітів, охри, та питними мінеральними водами, природними лікувальними багнюками.

### Екологічний стан
Стан атмосферного повітря в значній мірі визначається розміщенням і концентрацією екологічно активних галузей матеріального виробництва, рівнем очищення виробничих викидів від забруднюючих речовин, зосередженням і завантаженістю транспортних магістралей. На підприємствах краю газоочисними установками вловлюється 64 % виділяються в атмосферу забруднюючих речовин. У краї експлуатується понад 560 тис. автомобілів, викиди шкідливих речовин яких складають більше 45 % від загального забруднення атмосферного повітря, в тому числі: оксиду вуглецю 69 %, оксидів азоту 37 %,вуглеводнів 92 %.
Основними забруднювачами водних об'єктів краю є підприємства хімії і нафтохімії, машинобудування, теплоенергетики. Особливу проблему представляє шкоди, яку завдають малим річкам від обміління і забруднення. За рахунок скорочення лісистості відбувається збільшення водної ерозії, яка спричиняє обміління русла. Численні дрібні озера піддаються забруднення господарсько-побутовими стоками населених пунктів і тваринницьких комплексів.
Ряд населених пунктів краю офіційно визнані потерпілими від впливу радіації в результаті випробувань ядерної зброї на полігоні під Семипалатинськом.
Крім того, над територією регіону проходять траєкторії пусків ракет-носіїв з космодрому Байконур, в результаті чого продукти ракетного палива та частини згорілих в атмосфері ступенів потрапляють на поверхню.

### Особливо охоронювані природні території
В даний час практично не збереглися спочатку природні ландшафти, всі вони випробували вплив господарської діяльності або перенесення речовин водними і повітряними потоками. Для збереження різноманіття флори і фауни планується створення розгалуженої мережі особливо охоронюваних природних територій (ООПТ): заповідників, національних парків, заказників, пам'яток природи.
На території краю існує 51 пам'ятка природи, природний парк «Ая», Тигирекський заповідник і 35 заказників:
- Алеусський заказник,
- Бащелакський заказник,
- Благовещенський заказник,
- Бобровський заказник,
- Большереченський заказник,
- Волчихинський заказник,
- Єгорьєвський заказник,
- Єльцовський заказник,
- Зав'яловський заказник,
- Залесовський заказник,
- Каскад водоспадів на річці Шинок,
- Касмалинський заказник,
- Кислухинський заказник,
- Корніловський заказник,
- Кулундинський заказник,
- Лебединий заказник,
- Лифляндський заказник,
- Локтевський заказник,
- Мамонтовський заказник,
- Михайлівський заказник,
- Ненинський заказник,
- Обський заказник,
- Озеро Великий Тассор,
- Ондатровий заказник,
- Панкрушихинський заказник,
- Півострів Струмінь,
- Сари-Чумишський заказник,
- Соколовський заказник,
- Суетський заказник,
- Тогульський заказник,
- Уржумський заказник,
- Урочище Ляпуниха,
- Усть-Чумишський заказник,
- Чаришський заказник,
- Чинетинський заказник.

Загальна площа особливо охоронюваних природних територій становить 725 тис. га, або на 5 % площі краю (світовий стандарт: 10 % від площі території регіону з розвиненим сільським господарством і промисловістю), що значно нижче середнього показника по Росії і недостатньо для підтримки ландшафтно-екологічної рівноваги в біосфері.
В Алтайському краї затверджено 100 пам'яток природи, з них 54 геологічних, 31 водний, 14 ботанічних і 1 комплексний. В даний час виявлені ареали рослин і місцеперебування тварин, що належать до рідкісних або перебувають під загрозою зникнення, які не мають статусу особливо охоронюваних територій.

## Історія
Заселення території Алтайського краю почалося в палеоліті, для якого відомі стоянка «Карама», печери Окладнікова, Денисова, Чагирська і Лігво гієни. Були виявлені останки представників трьох видів роду людського: неандертальці, людина розумна і денисівська людина.

### Алтайський гірський округ
Заселення росіянами Верхнього Приоб'я і передгір'їв Алтаю почалося в 2-й половині XVII століття.
Освоєння Алтаю почалося після того, як для захисту від войовничих кочівників-джунгар були споруджені Бикатунська (1709) і Білоярська (1717) фортеці. З метою розвідки цінних родовищ руди споряджалися пошукові партії на Алтай.
Першовідкривачами вважають отця і сина Костилевих, пізніше їх відкриттями скористався уральський заводчик Акінфій Демидов.
В 1730-ті роки, як селище при сріблоплавильному заводі Акинфія Демидова, був заснований Барнаул, який отримав статус міста в 1771 році, столицею Алтайського краю став з 1937 року. Розташований на півдні Західного Сибіру у місця впадання річки Барнаулки в Об.
Утворився до 2-ї половині XVIII століття Алтайський гірський округ — територія, що включала нинішні Алтайський край, Новосибірську і Кемеровську, частина Томської і Східноказахстанської областей загальною площею понад 500 тис. км² і населенням понад 130 тис. душ обох статей.
Імператор був власником алтайських заводів, рудників, земель і лісів, головне управління ними здійснював Кабінет, що знаходився в Санкт-Петербурзі. Кістяк керування на місці становили гірські офіцери. Головними технологами були унтер-офіцери і техніки, з рядів яких вийшли талановиті майстри і винахідники В. І. Повзунов, К. Д. Фролов, П. М. Залєсов, М. С. Лаулин.
Гірська промисловість, була головною галуззю економіки округу, вступила після скасування кріпосного права в 1861 році в смугу кризи. З початку 1870-х років стала нестримно зростати збитковість заводів, і до кінця століття майже всі вони були закриті. Однак ця тенденція не торкнулася підприємств золотодобування регіону, багато з яких, як золотопромислове акціонерне товариство «Алтай», проіснували аж до націоналізації після Жовтневої революції.
В кінці XIX століття територія нинішнього Алтаю входила до складу Томської губернії.

### Купецький період Барнаула
Поступово основою економіки регіону ставало сільське господарство. Поряд з вирощуванням зернових культур (пшениця, овес, жито) розширювалися посадки картоплі, значного розвитку набуло бджільництво.
На початку XX століття на перший план виходять молочне тваринництво і маслоробство. Алтайське масло експортувалась в країни Західної Європи.
В кінці XIX століття у північній частині округу прокладено ділянку Транссибу, до 1915 році була побудована Алтайська залізниця, що з'єднала Новоніколаєвськ, Барнаул і Семипалатинськ.
Удосконалювався водний транспорт. Столипінська земельна реформа дала поштовх переселенському руху на Алтай, що в цілому сприяло економічному піднесенню краю.

### Радянський період
Революція 1917 року і подальша Громадянська війна призвели до встановлення на Алтаї радянської влади. У липні 1917 року була утворена Алтайська губернія з центром в Барнаулі, яка проіснувала до 1925 року. З 1925 по 1930 роки територія входила в Сибірський край (крайовий центр — місто Новосибірськ), а з 1930 року і до 1937 року входила до Західно-Сибірський край (крайовий центр — місто Новосибірськ). У 1937 році був утворений Алтайський край (центр — місто Барнаул).
Почалася Велика Вітчизняна війна зажадала перебудови роботи всього господарства. Алтай прийняв понад 100 евакуйованих підприємств із західних районів країни, в тому числі 24 заводу загальносоюзного значення. У той же час край залишався однією з основних житниць країни, будучи великим виробником хліба, м'яса, масла, меду, вовни і т. д. На його території було сформовано 15 з'єднань, 4 полки і 48 батальйонів. Всього на фронт пішло понад 550 тис. осіб, з яких 283 тис. загинули або пропали безвісти.
У повоєнні десятиліття почався період масового освоєння нової техніки і технологій. Темпи зростання промисловості краю в кілька разів перевищували середньосоюзні. Так, на заводі «Алтайсельмаш» в середині 1950-х років вступила в дію перша в СРСР автоматична лінія по виробництву лемешів, Бійський котельний завод вперше в історії котлобудування застосував потокову лінію з виготовлення барабанів котлів, а Барнаульський завод механічних пресів впровадив конструкцію нових чеканочних пресів з тиском 1000-2000 тон. До початку 1960-х років у краї вироблялося понад 80 % тракторних плугів і понад 30 % вантажних вагонів і парових котлів, що випускалися до цього часу в РРФСР.
Тоді ж, у 1950-1960-ті роки почалося освоєння цілинних земель у західній степовій частині краю. Всього було розорано 2,9 млн гектарів, створено 78 великих радгоспів. Для участі в цих масштабних роботах на Алтай за кілька років прибуло близько 350 тис. осіб з різних регіонів країни (Москва, Ленінград, Україна, Урал, Кубань), у тому числі 50 тис. молодих фахівців за комсомольськими путівками. У 1956 році в регіоні було зібрано рекордний урожай: більше 7 млн тонн зерна, за що край був нагороджений орденом Леніна. Другий орден Леніна Алтайський край отримав в 1970 році.
У 1970-1980-ті роки відбувся перехід від окремо діючих підприємств і галузей до формування територіально-виробничих комплексів: аграрно-промислових вузлів, виробничих і виробничо-наукових об'єднань. Були створені Рубцовсько-Локтевський, Славгородско-Благовіщенський, Заринсько-Сорокинський, Барнаульсько-Новоалтайський, Алейський, Кам'янський і Бійський агропромислові комплекси. У 1972 році почалося будівництво Алтайського коксохімічного заводу, а в 1981 році був отриманий перший кокс.

### Сучасний період
У 1991 році зі складу Алтайського краю вийшла Гірничо-Алтайська автономна область, перетворена у самостійний суб'єкт Російської Федерації: Республіки Алтай.
Після розпаду СРСР крайова економіка вступила в затяжну кризу, пов'язану із втратою державних замовлень у промисловості та нерентабельністю сільськогосподарського виробництва, який тривав аж до початку 2000-х років. Невдоволення населення і випливають з цього політичні настрої сприяли тому, що тривалий час Алтайський край входив у так званий «червоний пояс», тут у владних структурах більшість залишилася за лівими силами. У 1996 році губернатором краю став неформальний лідер лівих сил Олександр Суріков, а його сподвижник Олександр Назарчук посів місце голови Законодавчих зборів.
Бюджет краю був довгий час дефіцитним, а економіка і соціальний сектор підтримувалися за рахунок дотацій з федерального центру і кредитів. Так, наприклад, за рахунок Семипалатинської програми по компенсації збитку від випробувань на ядерному полігоні було побудовано близько 400 соціальних об'єктів: амбулаторій, шкіл, лікарень. Певний час бюджет Семипалатинської програми становив третину бюджету краю. Позитивну роль відіграла газифікація регіону, розпочата в 1996 році, були збудовані магістральні газопроводи, почався переклад котелень на новий вид палива. За 14 років було змонтовано понад 2300 кілометрів газорозподільних мереж.
У 2004 році на виборах губернатора Алтайського краю здобув перемогу відомий естрадний артист, актор кіно Михайло Євдокимов. Через півтора року він загинув у автокатастрофі під Бійському. З 2005 року главою регіону є Олександр Карлін. У 2014 році він здобув перемогу на виборах в губернатори, проведення яких було відновлено в Росії після 2004 року. З вересня 2018 року губернатор Віктор Томенко.

## Населення
Чисельність населення краю за даними Росстату становить 2 332 511 чол. (2019). Щільність населення: 13,88 осіб/км² (2019). Міське населення: 56,87 % (2018).
В Алтайському краї проживає понад 100 національностей: 94 % населення становлять росіяни, наступні за чисельністю — німці (2 %), українці (1,4 %); інші — 3 %.
За результатами Всеросійського перепису населення 2010, кількісний національний склад населення краю був такий:
росіяни — 2 234 324 (93,9 %),
німці — 50 701 (2,1 %),
українці — 32 226 (1,4 %),
казахи — 7979 (0,3 %),
вірмени — 7640 (0,3 %),
татари — 6794 (0,3 %),
білоруси — 4591 (0,2 %),
алтайці — 1763 (0,1 %),
кумандинці — 1401 (0,1 %).

## Релігія
В Алтайському краї діє безліч релігійних громад. Найбільша: православна. Існують католицькі і лютеранські громади, які відновили свою діяльність у 1960-ті роки. Крім цього, існують парафії та об'єднання різних релігійних напрямків: п'ятидесятників, євангельських християн-баптистів, адвентистів сьомого дня, церкви Христа, товариства свідомості Крішни та ін.

## Органи влади
Главою виконавчої влади Алтайського краю є глава адміністрації краю (губернатор). Уряд Алтайського краю — виконавчий орган, правонаступник крайвиконкому.
Представницький орган законодавчої влади — Алтайське крайове Законодавчі збори. Складається з 68 депутатів, що обираються населенням краю на виборах строком на 4 роки: одна половина-по одномандатних виборчим округах, інша-за партійними списками. Голова Законодавчих зборів — Олександр Романенко. На минулих у 2011 році виборах перемогу отримала партія «Єдина Росія», отримавши 48 місць у регіональному парламенті; 5 осіб представляють партію «Справедлива Росія»; 9 — КПРФ і 6 — у ЛДПР.
У Державній Думі 6 скликання (2011-2016) Алтайський край є 7 депутатів: від «Єдиної Росії» Сергій Неверов, Олександр Прокоп'єв і Микола Герасименко; від «Справедливої Росії» — Олександр Терентьєв; від КПРФ — Михайло Заполев та Сергій Юрченко; і від ЛДПР — Володимир Семенов. У Раді Федерації працюють 2 представника регіону Сергій Білоусов і Михайло Щетинін.

## Геральдика

### Прапор
Прапор Алтайського краю являє собою полотнище червоного кольору з смугою синього кольору біля древка і стилізованим зображенням на цій смузі колоса жовтого кольору, як символ сільського господарства. У центрі прапора відтворене зображення герба Алтайського краю.

### Герб
Герб Алтайського краю був затверджений у 2000 році. Це щит французької геральдичної форми, основа якого дорівнює восьми дев'ятим висоти, з виступаючим в середині нижньої частини щита вістрям. Нижні кути щита закруглені. Він розділений горизонтальною смугою на 2 рівні частини. У верхній частині герба на лазоревому тлі, що символізує велич, зображена паруюча доменна піч XVIII століття, як відображення історичного минулого Алтайського краю. У нижній частині герба на червоному (червленому) тлі, що символізує гідність, хоробрість і мужність вміщено зображення коливанської цариці ваз (яшма з переважанням зеленого кольору), яка зберігається в Державному Ермітажі. Щит герба обрамлений вінком золотих колосків пшениці, міське сільське господарство як провідну галузь економіки Алтайського краю. Вінок перевитий блакитною стрічкою.

## Адміністративно-територіальний поділ

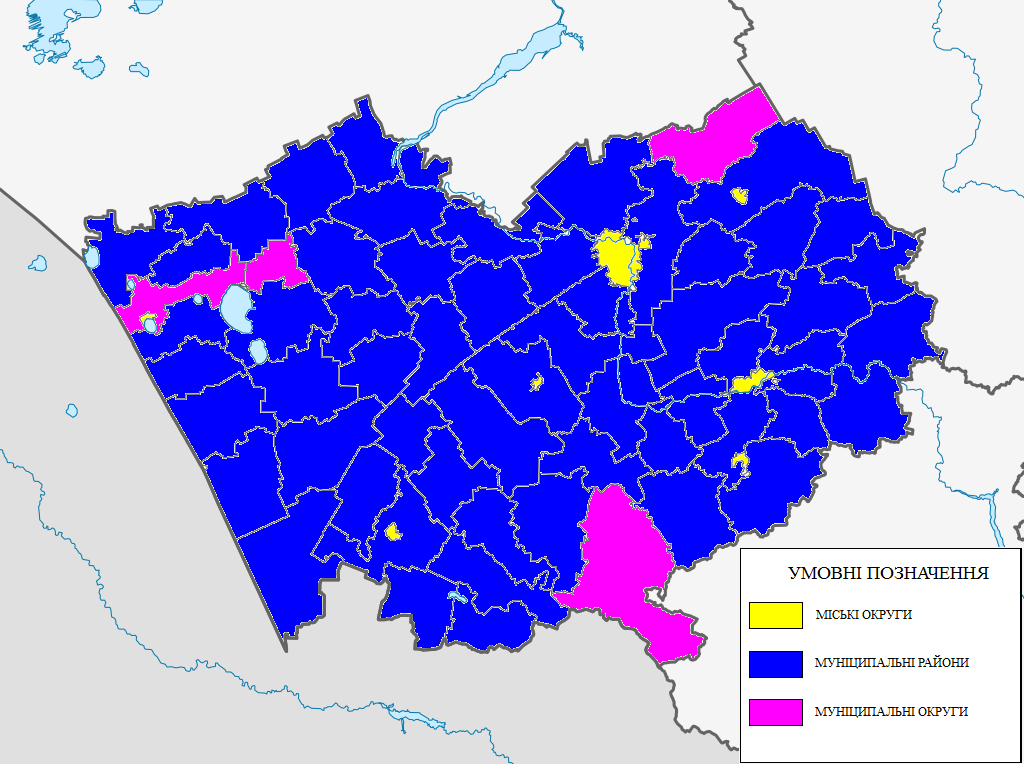
Типи муніципальний утворень Алтайського краю

Станом на 2021 рік Алтайський край поділяється на 9 міських округів, 4 муніципальних округа та 56 муніципальних районів:
| № п/п | Район, округ, міський округ    | Площа, км² | Населення, осіб (2002) | Населення, осіб (2010) | Населення, осіб (2021) | Адміністративний центр  | Поселення | Населені пункти |
| ----- | ------------------------------ | ---------- | ---------------------- | ---------------------- | ---------------------- | ----------------------- | --------- | --------------- |
| 1     | Алейський район                | 3401,73    | 20474                  | 16800                  | 13330                  | Алейськ                 | 19        | 43              |
| 2     | Алтайський район               | 3490,29    | 26984                  | 25645                  | 26153                  | Алтайське               | 10        | 25              |
| 3     | Баєвський район                | 2738,66    | 13601                  | 10979                  | 8547                   | Баєво                   | 8         | 15              |
| 4     | Бистроістоцький район          | 1924,07    | 12484                  | 10150                  | 8382                   | Бистрий Істок           | 8         | 12              |
| 5     | Бійський район                 | 2173,00    | 35740                  | 34067                  | 30207                  | Бійськ                  | 15        | 37              |
| 6     | Благовіщенський район          | 3694,26    | 34878                  | 30783                  | 27371                  | Благовіщенка            | 12        | 30              |
| 7     | Бурлинський район              | 2745,83    | 15005                  | 12042                  | 9623                   | Бурла                   | 9         | 25              |
| 8     | Волчихинський район            | 3593,72    | 22345                  | 19703                  | 16699                  | Волчиха                 | 11        | 15              |
| 9     | Єгор'євський район             | 2458,36    | 16024                  | 14170                  | 12279                  | Новоєгор'євське         | 8         | 19              |
| 10    | Єльцовський район              | 2165,18    | 7923                   | 6339                   | 5924                   | Єльцовка                | 6         | 17              |
| 11    | Зав'яловський район            | 2223,87    | 22389                  | 19305                  | 17001                  | Зав'ялово               | 12        | 18              |
| 12    | Зоринський район               | 5214,03    | 22026                  | 20136                  | 16245                  | Зоринськ                | 20        | 50              |
| 13    | Зміїногорський район           | 2801,61    | 24234                  | 21022                  | 18370                  | Зміїногорськ            | 8         | 25              |
| 14    | Зональний район                | 1620,19    | 20571                  | 19676                  | 19731                  | Зональне                | 9         | 22              |
| 15    | Калманський район              | 1818,94    | 14871                  | 14331                  | 12530                  | Калманка                | 10        | 24              |
| 16    | Каменський район               | 3666,23    | 61850                  | 56673                  | 49962                  | Камень-на-Обі           | 14        | 34              |
| 17    | Китмановський район            | 2540,04    | 17257                  | 13896                  | 11685                  | Китманово               | 10        | 33              |
| 18    | Ключівський район              | 3043,33    | 20113                  | 18267                  | 15659                  | Ключі                   | 10        | 18              |
| 19    | Косіхинський район             | 1884,54    | 20494                  | 17927                  | 15177                  | Косіха                  | 11        | 26              |
| 20    | Красногорський район           | 3073,42    | 19036                  | 16228                  | 14587                  | Красногорське           | 8         | 35              |
| 21    | Краснощоковський район         | 3531,04    | 22483                  | 19251                  | 15808                  | Краснощоково            | 13        | 28              |
| 22    | Крутіхинський район            | 2051,11    | 13944                  | 11301                  | 10547                  | Крутіха                 | 9         | 17              |
| 23    | Кулундинський район            | 1980,22    | 25034                  | 23000                  | 21674                  | Кулунда                 | 9         | 31              |
| 24    | Кур'їнський район              | 2473,50    | 13492                  | 11079                  | 8573                   | Кур'я                   | 10        | 22              |
| 25    | Локтівський район              | 2340,60    | 33984                  | 29658                  | 23672                  | Горняк                  | 18        | 26              |
| 26    | Мамонтовський район            | 2305,20    | 26102                  | 23412                  | 21528                  | Мамонтово               | 13        | 22              |
| 27    | Михайловський район            | 3113,68    | 23797                  | 21211                  | 18938                  | Михайловське            | 8         | 11              |
| 28    | Німецький національний район   | 1431,75    | 20598                  | 17668                  | 15647                  | Гальбштадт              | 12        | 16              |
| 29    | Новичихинський район           | 1863,88    | 11558                  | 9938                   | 8694                   | Новичиха                | 7         | 16              |
| 30    | Павловський район              | 2203,01    | 41495                  | 40235                  | 38252                  | Павловськ               | 15        | 34              |
| 31    | Панкрушихинський район         | 2785,28    | 16763                  | 13364                  | 11253                  | Панкрушиха              | 9         | 30              |
| 32    | Первомайський район            | 3596,03    | 47467                  | 50100                  | 54590                  | Новоалтайськ            | 18        | 53              |
| 33    | Петропавловський район         | 1498,54    | 13911                  | 12450                  | 11202                  | Петропавловське         | 9         | 12              |
| 34    | Поспєлихинський район          | 2422,86    | 28065                  | 24788                  | 22313                  | Поспєлиха               | 11        | 24              |
| 35    | Ребріхинський район            | 2678,94    | 28238                  | 24559                  | 22075                  | Ребріха                 | 13        | 28              |
| 36    | Родинський район               | 3117,98    | 25482                  | 20719                  | 17475                  | Родино                  | 12        | 20              |
| 37    | Романовський район             | 2082,35    | 15412                  | 13179                  | 11464                  | Романово                | 12        | 16              |
| 38    | Рубцовський район              | 3304,78    | 26407                  | 24556                  | 21661                  | Рубцовськ               | 17        | 51              |
| 39    | Смоленський район              | 2022,91    | 26033                  | 23955                  | 20479                  | Смоленське              | 9         | 31              |
| 40    | Совєтський район               | 1545,31    | 18060                  | 16467                  | 14841                  | Совєтське               | 12        | 20              |
| 41    | Солонешенський район           | 3529,09    | 12436                  | 10720                  | 8971                   | Солонешне               | 8         | 31              |
| 42    | Солтонський район              | 3012,08    | 10954                  | 8610                   | 6868                   | Солтон                  | 6         | 23              |
| 43    | Табунський район               | 1781,67    | 11897                  | 10057                  | 8929                   | Табуни                  | 5         | 24              |
| 44    | Тальменський район             | 3913,76    | 48287                  | 46770                  | 45591                  | Тальменка               | 18        | 42              |
| 45    | Тогульський район              | 2004,64    | 10450                  | 8478                   | 7296                   | Тогул                   | 5         | 12              |
| 46    | Топчихинський район            | 3300,98    | 27305                  | 23350                  | 21491                  | Топчиха                 | 17        | 38              |
| 47    | Третьяковський район           | 1998,18    | 16787                  | 14197                  | 11822                  | Староалейське           | 9         | 23              |
| 48    | Троїцький район                | 4159,78    | 30538                  | 24868                  | 21923                  | Троїцьке                | 11        | 38              |
| 49    | Тюменцевський район            | 2240,83    | 17985                  | 15695                  | 13188                  | Тюменцево               | 14        | 20              |
| 50    | Угловський район               | 4844,94    | 16073                  | 13888                  | 11425                  | Угловське               | 7         | 24              |
| 51    | Усть-Калманський район         | 2333,58    | 18470                  | 15365                  | 13580                  | Усть-Калманка           | 9         | 22              |
| 52    | Усть-Пристанський район        | 2704,39    | 16806                  | 13409                  | 10484                  | Усть-Чаришська Пристань | 13        | 21              |
| 53    | Хабарський район               | 2803,51    | 19913                  | 16431                  | 13825                  | Хабари                  | 10        | 33              |
| 54    | Цілинний район                 | 2881,99    | 19888                  | 16403                  | 14431                  | Цілинне                 | 12        | 22              |
| 55    | Шелаболіхинський район         | 2549,84    | 15818                  | 13678                  | 12468                  | Шелаболіха              | 9         | 21              |
| 56    | Шипуновський район             | 4255,62    | 36299                  | 33285                  | 30047                  | Шипуново                | 19        | 50              |
| 1     | Залісовський округ             | 3274,56    | 17714                  | 15074                  | 13322                  | Залісово                | -         | 22              |
| 2     | Славгородський округ           | 2136,61    | 47478                  | 44382                  | 38654                  | Славгород               | -         | 24              |
| 3     | Суєтський район (округ)        | 1108,18    | 6760                   | 5120                   | 4100                   | Верх-Суєтка             | -         | 14              |
| 4     | Чаришський район (округ)       | 6881,40    | 14898                  | 12337                  | 10914                  | Чаришське               | -         | 32              |
| 1     | Алейський міський округ        | 43,87      | 28551                  | 29510                  | 28434                  | Алейськ                 | -         | 1               |
| 2     | Барнаульський міський округ    | 939,50     | 667646                 | 670332                 | 695540                 | Барнаул                 | -         | 26              |
| 3     | Білокуріхинський міський округ | 92,30      | 14533                  | 14661                  | 15128                  | Білокуріха              | -         | 1               |
| 4     | Бійський міський округ         | 291,67     | 232932                 | 219328                 | 208077                 | Бійськ                  | -         | 5               |
| 5     | Зоринський міський округ       | 79,16      | 50368                  | 48461                  | 45405                  | Зоринськ                | -         | 1               |
| 6     | Новоалтайський міський округ   | 72,20      | 73544                  | 70437                  | 74586                  | Новоалтайськ            | -         | 1               |
| 7     | Рубцовський міський округ      | 84,00      | 163063                 | 147002                 | 139565                 | Рубцовськ               | -         | 1               |
| 9     | Сибірський міський округ       | 6,08       | 12046                  | 11306                  | 12272                  | Сибірський              | -         | 1               |
| 8     | Яровський міський округ        | 44,38      | 21363                  | 18604                  | 17939                  | Ярове                   | -         | 1               |

## Найбільші населені пункти
Населені пункти з населенням понад 10 тисяч осіб:
| №  | Населений пункт | Населення, осіб (2002) | Населення, осіб (2010) |
| -- | --------------- | ---------------------- | ---------------------- |
| 1  | Барнаул         | 600749                 | 612401                 |
| 2  | Бійськ          | 218562                 | 210115                 |
| 3  | Рубцовськ       | 163063                 | 147002                 |
| 4  | Новоалтайськ    | 60015                  | 70437                  |
| 5  | Зоринськ        | 50368                  | 48461                  |
| 6  | Камень-на-Обі   | 44375                  | 43888                  |
| 7  | Славгород       | 34335                  | 32389                  |
| 8  | Алейськ         | 28551                  | 29510                  |
| 9  | Южний           | 19669                  | 19233                  |
| 10 | Тальменка       | 20061                  | 18814                  |
| 11 | Ярове           | 21363                  | 18604                  |
| 12 | Білокуріха      | 14533                  | 14661                  |
| 13 | Павловськ       | 14944                  | 14533                  |
| 14 | Кулунда         | 15466                  | 14527                  |
| 15 | Горняк          | 15779                  | 13918                  |
| 16 | Алтайське       | 13962                  | 13713                  |
| 17 | Поспєлиха       | 13693                  | 12496                  |
| 18 | Шипуново        | 11521                  | 12127                  |
| 19 | Благовіщенка    | 12416                  | 11626                  |
| 20 | Сибірський      | 12046                  | 11306                  |
| 21 | Михайловське    | 11558                  | 11020                  |
| 22 | Зміїногорськ    | 11625                  | 10955                  |
| 23 | Волчиха         | 11301                  | 10396                  |
| 24 | Троїцьке        | 10973                  | 10033                  |

## Економіка

### Бюджет краю
На 2016 рік бюджет Алтайського краю заплановано по доходах на 68 166 млн рублів, по видатках на 72 270 млн рублів.
Державний борг на 1 січня 2016 року склав 2 442 млн рублів, або 6 % по відношенню до власних доходів — це один з мінімальних показників серед суб'єктів Російської Федерації. Край входить у трійку регіонів з найнижчими витратами на обслуговування держборгу.
У 2015 році доходи бюджету склали 80 073 млн рублів, або 102 % по відношенню до відповідного періоду 2014 року, в тому числі податкові та неподаткові доходи 41 301 млн рублів, що на 6 % більше показника минулого року.
Витрати склали 82 390 млн рублів, або 104 % по відношенню до відповідного періоду 2014 року. Напрямки витрат у 2015 році:
Напрямок	2015 рік — сума, тис. руб.
Загальнодержавні питання	1 605 154
Національна оборона	41 209
Національна безпека і правоохоронна діяльність	446 311
Національна економіка	19 212 639
Житлово-комунальне господарство	4 406 433
Охорона навколишнього середовища	68 071
Освіта	17 056 160
Культура, кінематографія	666 739
Охорона здоров'я	18 347 859
Соціальна політика	17 945 067
Спорт і фізична культура	454 429
Засоби масової інформації	245 531
Обслуговування державного і муніципального боргу	29 474
Міжбюджетні трансферти	1 864 711
Джерела доходів крайового бюджету в 2012 році:
Джерело	2012 рік — сума, тис. руб.
Податкові і неподаткові доходи	33 483 679
Кошти федерального бюджету	31 180 930

### Сільське господарство
Збір лікарських рослин в Алтайському краї.
Алтайський край є найбільшим аграрним регіоном Росії. Тут традиційно проводиться зерно, молоко, м'ясо, вирощується цукровий буряк, соняшник, льон олійний, льон-довгунець, хміль, ріпак і соя.
У 2010 році край займав лідируючу позицію серед регіонів Сибірського ФО по випуску продукції сільського господарства. У процентному співвідношенні від загального обсягу по федеральному округу частка регіону становить 23 %. Зокрема, збільшилося виробництво м'яса, молока, яєць. Порівняно з даними за 2008 рік індекс сільгоспвиробництва в краї — 119,2 %. По збору зернових регіон займає четверте місце в країні і перше серед регіонів, розташованих за Уралом. Овочівництво і картоплярство мають підсобне значення, забезпечуючи потреби місцевого населення. Плантації поширені на всій території краю, але в основному, зосереджені в спеціалізованих господарствах поблизу Барнаула, Бійська і Рубцовська. Промисловим виробництвом плодів і ягід займаються господарства об'єднання «Сади Алтаю». У 1954-1960 роках у краї було освоєно близько 3 млн га цілинних і перелогових земель. Загальна земельна площа становить майже 16 млн га, з яких 40 % займають сільськогосподарські угіддя. Через погіршення економічного становища більшості сільських товаровиробників, 125,3 тис. га ріллі, що не обробляється і враховується як поклади.
Слід зазначити, що природні умови (часті посухи, суховії, засоленість ґрунту, забур'яненість угідь ковилою, віддаленість джерел водопостачання) більшості територій півдня і південного заходу Алтайського краю несприятливі для ведення сільського господарства.

### Промисловість
Структура промисловості Алтайського краю (2006)
Основну роль в промисловості займає машинобудування (гусеничні трактори і плуги, парові котли і вантажні вагони, дизельні двигуни і шини, ковальсько-пресові машини і бурові верстати, генератори для тракторів та автомобілів). Значну частину складає продукція підприємств оборонного комплексу.. Вагому роль відіграє харчова промисловість, зосереджена на переробці зерна, виробництві м'ясо-молочної продукції, випуск алкогольних і безалкогольних напоїв.
Найбільші підприємства: ПАТ «Алтайський моторний завод», ПАТ «Барнаултрансмаш», ТОВ «Барнаульський завод механічних пресів», ПАТ «Алтайвагон», ПАТ «Алтайкокс», ПАТ «Иткульський спиртзавод», АТ «ФНПЦ „Алтай“», ЗАТ «Евалар», ФКП «Бійський олеумний завод»
Менш розвинені галузі хімії та нафтохімії. Основну частку в них займає Кучуксульфатний комбінат в смт. Степове Озеро, який виробляє сульфат натрію з частковою переробкою його в сірчистий натрій, використовуваний у кольоровій металургії і легкій промисловості, а також ФКП «Бійський олеумний завод» спеціалізується на виробництві промислових ВР, олеуму, сірчаної кислоти та електролітів, присадки до дизельного палива, модифікатора бетонів.
В інноваційній стратегії розвитку міста Бійська як наукограда поряд з оборонним центром і полюсом нанотехнологій, одним з полюсів зростання є Алтайський біофармацевтичний кластер, орієнтований на рішення державної стратегічної завдання імпортозаміщення лікарських засобів.
Дане напрям є важливим ланкою інвестиційного проєкту «Комплексний розвиток Алтайського Приоб'я», що увійшов в перелік першочергових інвестиційних проєктів Стратегії соціально-економічного розвитку Сибіру до 2020 року, затвердженої розпорядженням Уряду Російської Федерації від 5 липня 2010 року № 1120-р.

### Енергетика
Рівень розвитку економіки краю в значній мірі визначає стан електроенергетики. Її основа теплові електростанції: в Барнаулі: ТЕЦ-2 і ТЕЦ-3, Бійську: ТЕЦ, Рубцовске: ТЕЦ колишнього тракторного заводу. Вони працюють на вугіллі Кузбасу, Нерюнгринського, Кансько-Ачинського родовищ, а котельні на мазуті. З приходом природного газу, частина котелень була замінена на газові (по лінії Барнаул — Бійськ — Белокуриха). Загальна встановлена електрична потужність енергетичного комплексу краю 1654,7 МВт і теплова потужність 6730,5 Гкал/годину.
У краї виробляється лише половина необхідної кількості електроенергії, решту він отримує з Об'єднаної енергосистеми Сибіру.

### Торгівля і сфера послуг
Зовнішньоторговельний оборот Алтайського краю за 2009 рік склав 1 124 449,9 тис. доларів США та у порівнянні з 2008 роком зменшився на 43,1 %. При цьому експорт склав 764 080,2 тис. доларів (57,2 % до рівня 2008 року), імпорт — 360 369,7 тис. доларів (56,1 % до рівня 2008 року).
Основними партнерами з країн СНД в 2008 році виступали Казахстан, Україна, Узбекистан, Таджикистан, Киргизія, Туркменістан, Азербайджан, з країн далекого зарубіжжя: Бельгія, Іран, Китай, США, Німеччина, Афганістан, Монголія, Італія та Японія. Основні торгові партнери у міжрегіональній торгівлі: Кемеровська, Омська, Липецька, Новосибірська, Свердловська, Челябінська і Іркутська області, місто Москва і Республіка Башкортостан. Найбільші учасники зовнішньоекономічної діяльності: компанії «Алтай-кокс», «Алтайвагон», «Барнаульський патронний завод», «Кучуксульфат», «Алтайський шинний комбінат», «Евалар», «Алтай-форест» і «Валерія». Основні статті експорту: кокс, пиломатеріали, котельне обладнання, вагони, борошно, алюмінієві сплави, мисливські та спортивні патрони.
Велику частку експорту займає продаж продукції зернопереробної галузі. Одним з великих експортерів цієї продукції є компанія «Алтайські млини», яка була заснована в 2008 році для консолідованого просування продуктів зернопереробки на світовий ринок.
Великі гравці ринку роздрібної торгівлі представлені місцевими і федеральними торговими мережами «Анікс», «Форне», «Дитячий світ», «Стрічка», «М. Відео», «Марія-Ра», «Новекс», «Сибвез», «Спортмастер», «Холідей Класик», «Ельдорадо».
В останні роки в економіці Алтайського краю збільшується роль туризму та пов'язаної з ним сферою послуг. Так за 9 місяців 2010 року регіон відвідали близько 950 тисяч осіб, з яких понад 60 тисяч — іноземні громадяни. Згідно з прогнозами, туристський потік в Алтайський край за підсумками 2010 року зросте на 35 % (порівняно з 2009 роком) — до 1,1 млн осіб. У краї розташовані курорт федерального значення Белокуриха, що розвиваються туристсько-рекреаційні зони «Бірюзова Катунь» і «Сибірська монета». Інші популярні місця відпочинку в краї: солоні озера на заході краю (Ярове, Зав'яловський район), передгірні райони (Алтайський, Кур'їнський, Змєїногорський).
За даними головного управління економіки та інвестицій Алтайського краю, в даний час в регіоні функціонують 770 туристичних підприємств, в тому числі 545 колективних засобів розміщення загальною кількістю місць — 45 тисяч. З них цілорічних — близько 17 тисяч, 41 санаторно-курортний заклад на 9 тисяч місць розміщення.

## Транспорт
На Алтаї розвинена мережа залізниць. Їх загальна протяжність становить 1803 км. 866 км — залізничні колії промислових підприємств. У дореволюційний період діяли лінії Барнаул — Семипалатинськ протяжністю близько 650 км і Барнаул — Бійськ протяжністю близько 150 км. До 1945 року були побудовані магістралі Славгород — Кулунда — Павлодар і Лікоть — Усть-Каменогорськ, у повоєнні роки — ділянки південно-сибірського (Кулунда — Барнаул — Артишта) і середньосибірському (Барнаул — Камінь-на-Обі — Карасук) напрямів.
Найдовша лінія краю — Турксиб, за якою здійснюються транзитні перевезення вантажів із східних районів Росії в Середню Азію. По Південно-Сибірської магістралі йдуть транзитні потоки вантажів у західні райони Росії і центральні регіони Казахстану. Найбільші залізничні станції: Алтайська, Барнаул, Бійськ, Кулунда, Рубцовськ, Алейська. Планується будівництво залізничної гілки Бійськ — Гірничо-Алтайськ.
Довжина автомобільних доріг загального користування становить 15,5 тис. км. Всі районні центри пов'язані з Барнаулом автомобільними дорогами з твердим покриттям. По території краю проходять федеральні траси:
Р-256 «Чуйський тракт» Новосибірськ — Бійськ — державний кордон з Монголією,
А-322 Барнаул — Рубцовськ — державний кордон з Республікою Казахстан.
Пасажирський транспорт загального користування обслуговує 78 % всіх населених пунктів. Трамваї і тролейбуси діють в Барнаулі (див. Барнаульський трамвай), Бійську (див. Бійський трамвай), Рубцовську. На ринку автоперевезень працюють 12,5 тисяч (2006) підприємств, які забезпечують 886 маршрутів, з них 220 — міські, 272 — приміські і 309 — міжміські. Крім того, діють 8 автовокзалів і 47 пасажирських автостанцій.
Омський аеропорт здійснює повітряне сполучення з 30 містами інших регіонів країни та зарубіжжя. Планується відродження Бийського аеропорту. На сьогоднішній день Рубцовського аеродром визнаний покинутим.
Загальна довжина судноплавних ліній близько 650 км. В зоні водно-транспортного обслуговування знаходиться шоста частина території краю з населенням близько 1 млн чоловік. Судноплавство розвинене по річках Обі, Біі, Катуні, Чумишу, Чаришу [джерело не вказано 2176 днів]. Основна категорія вантажів: зерно, будівельні матеріали, ліс, вугілля. На річках діють спеціалізовані пристані та річкові вокзали.

## Наука та освіта
У 2010 році вища освіта в Алтайському краї отримують в 12 державних вузах, а також кількох філії та представництва вузів з інших регіонів.
Найбільші університети та інститути розташовані в Барнаулі. Серед них, Алтайський державний університет, Алтайський державний технічний університет, Алтайський державний аграрний університет, Алтайський державний медичний університет, Алтайський державний педагогічний університет, Алтайський державний інститут культури, Алтайська академія економіки і права, Алтайський економіко-правничий інститут, Алтайський інститут фінансового управління і Омський юридичний інститут МВС Росії.
Крім того, діють філії та представництва Фінансового університету при Уряді Російської Федерації, Російської академії народного господарства і державної служби, Алтайський інститут економіки Санкт-Петербурзької академії управління та економіки, Ленінградського державного обласного університету, Московського державного університету культури і мистецтв, Омський філія Сучасної гуманітарної академії.
У Барнаулі знаходиться 11 проєктних і проєктно-вишукувальних інститутів та їх філій і 13 науково-дослідних інститутів.
Серед барнаульських НДІ, які є лідерами в своїх областях: НДІ садівництва Сибіру ім. М. А. Лисавенко (зі своїм дендрарієм в Нагірній частині міста), Інститут водних та екологічних проблем Сибірського відділення РАН, Алтайський науково-дослідний інститут технології машинобудування, Алтайський НДІ сільського господарства, Алтайський НДІ водних біоресурсів та аквакультури, Сибірський НДІ сироваріння Сибірського відділення Россільгоспакадемії.
У вузах і науково-дослідних організаціях науковими дослідженнями займаються близько 3700 чоловік, у тому числі більше 250 докторів наук і майже 1500 кандидатів наук.
Алтайський державний технічний університет на своїй базі відкрив Алтайський технополіс, який об'єднує підприємства наукомісткого виробництва. Алтайський державний університет організував НДІ наукознавства та глобалістики.
Барнаульський планетарій — один з найстаріших в Росії, відкритий в 1950 році. У 1964 році в залі планетарію встановлений апарат «Малий Цейсс» німецької фірми Carl Zeiss Jena.
У Бійську розташовуються Алтайська державна академія освіти імені В. М. Шукшина (АГАО), Бійський технологічний інститут АлтГТУ, Інститут проблем хіміко-енергетичних технологій Сибірського відділення Російської академії наук (ИПХЭТ СО РАН). В даний час це місто є найбільшим наукоградом Російської Федерації за чисельністю населення. Статус наукограда Російської Федерації місту було присвоєно постановою Уряду Російської Федерації від 21 листопада 2005 року № 688 та збережений ще на 5 років постановою Уряду Російської Федерації від 29 березня 2011 року № 216. Нарівні з Барнаулом Бійськ є значущим науково-освітнім центром краю. Тут сконцентрований значний науково-технічний потенціал: висококваліфіковані кадри, сучасна технологічна та експериментальна база, соціально-виробнича інфраструктура, яка забезпечує проведення наукових досліджень і розробок та отримання значущих на світовому рівні науково-технічних результатів. За останні п'ять років вищими навчальними закладами міста розроблено 197 інноваційних проєктів, що стосуються розробки бойових частин звичайного спорядження, розвитку і синтезу високоенергетичних сполук, лікарських та біологічно активних субстанцій, створення нових матеріалів, в тому числі композиційних, теплоізоляційних, полімерних композицій, мікромодифікованих нанодисперсними фазами, одержання надтвердих матеріалів в кавітуючих середовищах та ін.
У Рубцовську знаходиться Рубцовський індустріальний інститут АлтДТУ, Рубцовський інститут АлтДУ і Рубцовська філія Університету Російської академії освіти.

## Культура

### Музика
Державна філармонія Алтайського краю
Традиційна національна музична культура представлена музикою кумандинців, що населяють південні райони, а також російських переселенців. У Барнаулі працюють Алтайський крайовий державний театр музичної комедії і державна філармонія Алтайського краю.

### Театр
Більшість театрів знаходиться в Барнаулі. Найбільші з них, Алтайський крайовий державний театр музичної комедії, Алтайський крайовий театр драми імені В. М. Шукшина, державний молодіжний театр Алтаю. Молодіжні та експериментальні театри представлені театр-студією «Калейдоскоп», студентським театром «Прибудова» і Театром тіней. У Бійську працює заснований в 1939 році драматичний театр. У Рубцовську працює драматичний театр відкритий ще в 1937 році.

### Фестивалі
З 1976 року в Барнаулі, Бійську і селі Зростки проводяться «Шукшинські читання», фестиваль, присвячений пам'яті письменника, актора і режисера.
З 2006 року в селі Верх-Обское Смоленського району, під Бійському щорічно проводиться міжрегіональний фестиваль народної творчості і спорту імені Михайла Сергійовича Євдокимова «Земляки» (з 1992 року по 2005 рік, культурно-спортивне свято проводився самим Михайлом Євдокимовим). З 2009 року фестиваль має статус загальноросійського.

## Спорт
В ігрових видах спорту Алтайський край в основному представляють команди, що базуються в Барнаулі. Це хокейний клуб «Алтай» (перша ліга; раніше у вищій лізі виступав нині розформований клуб «Мотор», футбольний клуб «Динамо» (другий дивізіон), футбольний клуб «Полімер» (третій дивізіон Росії) волейбольний клуб «Університет» (ліга), клуб з хокею на траві серед жінок «Комунальник», команда з баскетболу «Алтайбаскет» та ін. В Бійську раніше існував футбольний клуб «Прогрес» . В даний час в аматорській футбольній лізі Росії виступають бийське «Динамо», рубцовське «Торпедо». Серед аматорських колективів проводяться чемпіонати Алтайського краю з баскетболу, хокею та футболу, а також олімпіади серед сільських спортсменів. Капітан збірної Росії з футболу в 2004-2005 Олексій Смертін народився і починав заняття футболом в Барнаулі. Тут їм заснована спортивна дитячо-юнацька школа олімпійського резерву (СДЮШОР) з футболу.
В індивідуальних видах спорту високих досягнень домоглися такі алтайські спортсмени як Тетяна Котова (бронзова призерка Олімпійських ігор 2000 і 2004 зі стрибків у довжину), Сергій Клевченя (срібний і бронзовий призер Олімпійських ігор 1994 у ковзанярському спорті), Олексій Тищенко (золото на Олімпійських іграх 2000 в боксі) і т. д. Всього в період з 1952 по 2008 роки на зимових і літніх олімпіадах спортсмени-уродженці Алтайського краю завоювали 8 золотих, 10 срібних і 4 бронзові медалі. Основна спортивна інфраструктура зосереджена у найбільших містах регіону: в Барнаулі є палац видовищ і спорту імені Германа Титова, спортивний комплекс «Обь», стадіони, спортзали, басейни, іподром, лижні бази, тири; в Славгороді, Заринську і Бійську спорткомплекси і невеликі футбольні стадіони.